# Helge Schneider
Helge Schneider (født 30. august 1955 i Mülheim an der Ruhr) er en tysk komiker, jazzmusiker og multi-instrumentalist, forfatter, film- og teaterinstruktør og skuespiller. Schneiders værker er en utraditionel blanding af horseplay humor, parodi, og jazz-inspireret musik. De involverer spontanitet og improvisation som vigtige elementer.

## Biografi
Efter at være droppet ud af gymnasiet startede han i en læreplads som bygningstegner. Han ændrede snart planer og blev optaget på konservatoriet i Duisburg for at studere klaver, efter at have bestået en optagelsesprøve for særligt begavede ansøgere (det viste sig senere, at hans uddannelse var ugyldig, da han stoppede for tidligt i skolen). Han turnerede derefter som en lidet kendt jazz-musiker og entertainer, var dybest set stand-up-komiker, i de lokale klubber. Schneider er multi-instrumentalist, der spiller forskellige instrumenter som Hammondorgel, akustisk og elektrisk guitar, ukulele, trommer, klaver, harmonika, trompet, cello, fløjte, saxofon, klarinet og andre.[kilde mangler]
Han blev en populær komiker i 1990'erne og er stadig en af de mest kendte tyske komikere.[kilde mangler] Han turnerede og gør det stadig (alene og med sine bands "Hardcore", "Firefuckers" og andre) gennem store koncertsale med en blanding af musik og komik. Han optræder jævnligt på tysk TV og er nok bedst kendt for sin sang Katzeklo (Kitty Litter Box): "Katzeklo, Katzeklo, ja das macht die Katze froh" ("Kitty litter tray, kitty litter tray, that's what makes the kitty gay [happy]."), som lå 17 uger på den tyske hitliste i 1994, og endte som nummer 13. Han har skrevet, instrueret og spillet med i fire lavbudgetfilm. Han har også komponeret og opført musik til talrige film, herunder nogle af sine egne.
I 2007 optrådte han som Adolf Hitler i en satirisk film: Min Führer – Virkelig Sandeste Sandhed om Adolf Hitler.
Schneider har skrevet ni bøger, herunder en selvbiografi  ("My whole life's in this book, up to right now. The second part will come in thirty or forty years") og en musical, "Mendy – das Wusical", der udkom på Bochum Teater i 2004.[kilde mangler]
Hans komiske teknikker er ofte omtalt som meget unikke, meget anarkistisk (også af ham selv selv) og omfatter parodi, brug af Ruhr-Områdets lokale dialekt Kohlenpott, den uventede brug af infantilt sprog og andre uventede stilistiske overgange, slapstick/fysisk humor, Dadaistisk absurditet, pludselig og uventet brug af rå/seksuel humor, referencer til nationale og internationale finkulturelle og lowbrow kultur og fonetisk og deklamatorisk leg og overdrivelse.[kilde mangler] Store dele af hans materiale er er dybt forankret i det tyske sprog og ikke at oversætte.

## Diskografi
- 1987: The Last Jazz
- 1989: Seine größten Erfolge (His greatest hits)
- 1990: New York, I’m Coming
- 1991: Hörspiele Vol.1 (1979-1984) (hørespil)
- 1992: Hörspiele Vol.2 (1985-1987)
- 1992: Guten Tach (Hello there)
- 1993: Es gibt Reis Baby (We're gonna have some rice, baby)
- 1993: Die Geschenkkassette (5 Cd'er; The gift box)
- 1995: Es rappelt im Karton (Rumble in the cardboard box)
- 1997: Da Humm
- 1998: Helge 100% live – The Berlin Tapes
- 1999: Eiersalat i Rock (Egg salad in rock, released as Helge and the Firefuckers)
- 1999: Jazz (& Hardcore)
- 2000: Hefte raus – Klassenarbeit! (Workbooks out – exam time!)
- 2003: 22 sehr, sehr gute Lieder ("The Best Of"; 22 very, very good songs)
- 2003: Out of Kaktus!
- 2004: 29 sehr, sehr gute Erzählungen ("The Best Of"; 29 very, very good stories)
- 2004: Füttern Verboten (Live-album, Please don ' t feed)
- 2007: I Brake Together (a complex German-English wordplay: The German expression for I am collapsing (Ich breche zusammen) can be literally translated as I break (not: brake) together)
- 2007: Akopalüze Nau (parodi af "Apocalypse Now")
- 2009: Pirathas in der Badewanne (underwater trumpet and vocals), released on the album "Auf Klassenfahrt" by "Suppi Huhn und die Kinderkönige"
- 2013: Sommer, Sonne, Kaktus (Sommer, sun, cactus)

## Filmografi

### Egne film
- 1982: The Privatier (ikke offentliggjort)
- 1987: Stangenfieber
- 1993: Texas – Doc Snyder hält die Welt i Atem
- 1994: 00 Schneider – Jagd auf Nihil Baxter
- 1996: Praxis Dr. Hasenbein (
- 2004: Jazzclub – Der frühe Vogel fängt den Wurm
- 2013: 00 Schneider – Im-Wendekreis der Eidechse

### Udvalgt skuespillerarbejde
- 1986: Johnny Flash som Johnny Flash
- 1994: Felidae , som Esajas (kun stemme)
- 2004: 7 Dwarves - Men Alone in the Woods som "The White (or Wise) Helge"
- 2004: Traumschiff Surprise – Periode 1 (sang)
- 2007: Mein Führer – Die wirklich wahrste Wahrheit über Adolf Hitler som Adolf Hitler